# Mooskirchen
Mooskirchen – gmina targowa w Austrii, w kraju związkowym Styria, w powiecie Voitsberg. Liczy 2187 mieszkańców (1 stycznia 2015).